# Carpatair
Carpatair es una aerolínea regional de Europa del Este con sede en Timișoara., Rumanía. Opera vuelos a destinos chárter en Europa y cooperaba con Moldavian Airlines en términos de flota, mantenimiento y logística. Su aeropuerto base es el Traian Vuia de Timişoara.

## Historia
Carpatair fue fundada en 1999 e inició sus operaciones en febrero de 1999 en Cluj-Napoca. Se formó como Veg Air operando un Yakovlev Yak-40 arrendado de las líneas aéreas de Moldavia. Su nombre actual lo adoptó en diciembre de 1999, cuando los inversionistas de Suiza y Suecia adquirieron una participación del 49% en la empresa. La aerolínea es propiedad de accionistas rumanos (51%) y accionistas de Suiza y Suecia (49%) y emplea a 450 empleados (en marzo de 2007). El actual Presidente y Consejero Delegado de Carpatair es Nicolae Petrov.
Debido a que era una de las primeras líneas aéreas para volar a nivel internacional de la histórica región de Transilvania, ha tenido cierto éxito, ya que aún no ha recibido apenas competencia de otras compañías aéreas. Está creciendo en términos de cuota de mercado en contra de TAROM y es la segunda aerolínea más grande de Rumanía. Carpatair tiene varios acuerdos de venta de entradas con las principales compañías aéreas, como Lufthansa y Austrian Airlines.

## Flota

### Flota actual
La flota de Carpatair está compuesta por las siguientes aeronaves:
| Aeronaves       | En servicio | Pedidos | Pasajeros (clase única)                                | Matrículas                                             | Antigüedad                                             |
| --------------- | ----------- | ------- | ------------------------------------------------------ | ------------------------------------------------------ | ------------------------------------------------------ |
| Airbus A319     | 2           | —       | 150                                                    | YR-ABA                                                 | 17,6 años                                              |
| Airbus A319     | 2           | —       | 150                                                    | YR-ABB                                                 | 15,6 años                                              |
| Airbus A320-200 | —           | 1       | 180                                                    | YR-ABC                                                 | 15,8 años                                              |
| Total           | 2           | 1       | Edad media de la flota (septiembre de 2024): 16,3 años | Edad media de la flota (septiembre de 2024): 16,3 años | Edad media de la flota (septiembre de 2024): 16,3 años |

### Flota histórica
| Aeronaves             | Total | Introducido | Retirado | Matrículas                                                                                      |
| --------------------- | ----- | ----------- | -------- | ----------------------------------------------------------------------------------------------- |
| ATR 72                | 2     | 2012        | 2013     | YR-ATR y YR-ATS                                                                                 |
| Boeing 737-300        | 2     | 2012        | 2014     | YR-ADB y YR-BBA                                                                                 |
| British Aerospace 146 | 1     | 2008        | 2008     | YR-BEC                                                                                          |
| Fokker 70             | 3     | 2010        | 2012     | YR-KMA, YR-KMB y YR-KMC                                                                         |
| Fokker 100            | 3     | 2007        | 2023     | YR-FKA, YR-FKB y YR-FZA                                                                         |
| Saab 340              | 6     | 2000        | 2008     | YR-VGN, YR-VGS, YR-VGO, YR-VGM, YR-VGR y YR-VGP                                                 |
| Saab 2000             | 12    | 2003        | 2013     | YR-SBA, YR-SBB, YR-SBC, YR-SBD, YR-SBE, YR-SBH, YR-SBI, YR-SBJ, YR-SBK, YR-SBL, YR-SBM y YR-SBN |
| Yakovlev Yak-40       | 1     | 1999        | 2000     | YR-VGA                                                                                          |